# 王爵 (成化進士)
王爵（？年—？年），江西吉安府安福县人，明朝政治人物，進士出身。

## 生平
成化元年（1465年）乙酉科舉人，曾任教谕，二十年（1484年）登甲辰科二甲三十一名進士，历官刑部员外郎，弘治九年（1496年）十二月因满倉兒一案被问罪，後赎杖还职。升永州府知府，正德元年（1506年）五月升为长芦都转运盐使司运使，不久请求致仕

## 家族
祖父王俊英。父王萬章，封主事。娶鄧氏，贈安人，继娶謝氏，封安人。子王良卿，嘉靖二年进士，官御史。